# Élection présidentielle sud-coréenne de 1952
L'élection présidentielle de Corée du Sud a eu lieu le 5 août 1952, pour la première fois au suffrage universel. C'est une victoire pour Syngman Rhee qui est réélu avec 74,6 % des voix. Ces élections se sont déroulées pendant la guerre de Corée qui contribua notablement à renforcer la position de Syngman Rhee.

## Préliminaires
En 1951, à cause de son autoritarisme, Syngman Rhee perd sa popularité auprès de l'assemblée nationale qui possède à cette époque une majorité de députés indépendants. Voyant qu'il  ne serait probablement pas réélu à la présidence par cette assemblée lors des élections prévues pour 1952,  il fait procéder à un changement de constitution pour obtenir son élection directement par le peuple. Sa première opération est de rassembler ses forces au sein d'un nouveau parti, le Parti libéral, créé le 19 décembre 1951. Pour ce faire, il s'appuie sur Lee Beom-seok, ancien premier ministre, et une puissante organisation, la Ligue nationaliste de la jeunesse de Joseon et assure l'incorporation de cinq grandes fédérations syndicales. Une première tentative d'amendement de la constitution se déroule le 18 janvier 1952 mais échoue car certains membres de son parti ne l'ont pas soutenu.
Rhee continue cependant dans cette voie. Usant de force et de persuasion, la modification de la constitution est finalement adoptée le 4 juillet à l'issue du troisième essai. Pour ce faire, il dut faire arrêter une cinquantaine de députés qui refusaient de le soutenir puis faire la chasse aux députés qui se cachaient et refusaient de siéger et finalement mener les députés emprisonnés au parlement pour une séance marathon de deux jours, sans dormir et sans manger.

## Campagne et résultats
Avec seulement 17 jours, la campagne électorale est courte et ne donne pas assez de temps aux opposants de se faire connaitre dans tout le pays. Le parti libéral choisit Syngman Rhee comme candidat à la présidence et Lee Beom-seok  pour la vice-présidence. Cependant, craignant sa puissance, Rhee le remplace par Ham Tae-yong.
Syngman Rhee obtient finalement une victoire écrasante en province. Il est battu seulement à Busan, alors capitale provisoire du pays en ne recueillant que 105 917 voix contre 129 769 pour ses adversaires.
| Rang      | Candidats           | Parti                    | Votes     | %      |
| --------- | ------------------- | ------------------------ | --------- | ------ |
| 1         | Syngman Rhee        | Parti libéral            | 5 238 769 | 74,6 % |
| 2         | Cho Bong-am         | Indépendant              | 797 504   | 11,4 % |
| 3         | Yi Si-yeong         | Parti démocrate national | 764 715   | 10,9 % |
| 4         | Shin Heung-u        | Indépendant              | 219 696   | 3,1 %  |
|           | Votes blancs / nuls |                          | 255 199   |        |
| Electeurs | Electeurs           | Electeurs                | 7 275 883 | 100 %  |

Syngman Rhee, président en fonction, est reconduit et conservera son poste jusqu'en 1960.
Cho Bong-am (1898-1959) est un ex-membre du parti communiste qui avait été ministre de l'agriculture en 1948 puis vice-président de l'assemblée nationale. Il sera condamné et exécuté pour cause d'espionnage en 1959.
Yi Si-yeong, alors âgé de 83 ans, avait été vice-président entre 1948 et mai 1951 mais avait dû démissionner à la suite des malversations à la direction de la force de défense nationale. Il meurt le 19 avril 1953.